# Muội Hỉ
Muội Hỉ (chữ Hán: 妺喜), cũng gọi Mạt Hỉ (末喜) hay Mạt Hi (末嬉), là một Vương phi của Hạ Kiệt, vị quân chủ cuối cùng của nhà Hạ trong lịch sử Trung Quốc.
Là hình tượng đại yêu nữ xuất hiện sớm nhất, Muội Hỉ thường được xưng là "Thiên cổ đệ nhất Hồ ly tinh" (千古第一狐狸精) trong văn hóa Trung Hoa. Bà nổi tiếng vì khiến Hạ Kiệt trở nên càng tàn bạo, làm ra những trò hưởng thụ cực kỳ quái dị, trong đó có Tửu trì (酒池), tức "Ao rượu". Nàng cùng Đát Kỷ, Bao Tự và Ly Cơ được ví như Tứ đại yêu cơ (四大妖姬), còn đặc biệt được gắn chặt với hình ảnh Hồng nhan họa thủy (紅顏禍始) - cụm từ mô tả những người phụ nữ đẹp có thể phá hoại sự nghiệp của các quân vương trong văn hóa Trung Hoa.

## Câu chuyện
Muội Hỉ vốn là người nước Hữu Thi, một chư hầu của nhà Hạ, nay là khu vực huyện Mông Âm, tỉnh Sơn Đông (có thuyết là Ân Thi, tỉnh Hồ Bắc). Theo sách Quốc ngữ (國語), Hạ Kiệt là ông vua tàn bạo, thích gây chiến tranh đàn áp các chư hầu. Hạ Kiệt mang quân đi đánh Hữu Thi, vua Hữu Thi không chống nổi, bèn dâng con gái là Muội Hỉ để xin Hạ Kiệt lui quân. Hạ Kiệt có được nàng Muội Hỉ nên tha cho Hữu Thi. Tuy nhiên theo Trúc thư kỉ niên, Muội Hỉ có giao hảo với Y Doãn, Y Doãn phái Muội Hỉ đến triều đình nước Hạ để lật đổ Hạ Kiệt.
Căn cứ đại bộ phận sách vở nói về Muội Hỉ như Liệt nữ truyện, khi ấy Hạ Kiệt sủng ái bà, tăng cường bóc lột nhân dân để hưởng lạc. Sự tàn bạo của Kiệt khiến nhiều bộ tộc nổi dậy chống lại. Nhân dân oán ghét nên nguyền rủa cho Kiệt mau chết. Muội Hỉ có 1 sắc đẹp tuyệt trần hiếm có nhưng tính khí thất thường, có ba việc mà Muội Hỉ cực kỳ thích làm, đó là:
1. Xem chèo thuyền trong một cái hồ rượu, gọi là Tửu trì (酒池).
2. Thích nghe âm thanh xé lụa của cung nhân.
3. Thích mặc đồ và đội mũ của nam giới.

Trong số ấy, truyền thuyết về Tửu trì là điển hình nhất khi nói về Muội Hỉ. Theo nhiều cách nói, Tửu trì rộng lớn đến mức có thể đi thuyền ra ngắm cảnh. Bã rượu dùng để đắp một con đê bao quanh có chu vi 10 dặm. Trên đê bã rượu có khoảng 3000 trai gái đứng chầu chực sẵn sàng đợi lệnh. Trên đài cao đặt mấy chiếc trống lệnh. Hạ Kiệt xuống lệnh, tiếng trống vang trời, 3000 người theo tiếng trống lệnh, nhoài người ra, chổng mông lên trời, thò cổ chúc đầu xuống tửu trì uống rượu như kiểu trâu uống nước, uống đến khi nào nặng trĩu rồi rơi xuống ao chết đuối. Cảnh tượng đó khiến Muội Hỉ và Hạ Kiệt ha hả cười. Các đại thần can ngăn Hạ Kiệt như Quan Long Bàng (关龙逄) đều bị xử tử. Lại có truyền thuyết rằng, Muội Hỉ đặc biệt thích nghe âm thanh xé lụa, vì khi đó nàng sẽ cười. Hạ Kiệt say mê nụ cười của nàng, liền lệnh cho các cung nhân ngày ngày đem trước cửa điện các khung dệt khăn tay, một bên thì dệt còn một bên thì xé, tạo nên một cảnh tượng lạ lùng và xa hoa cực độ, vì khi ấy là thời cổ đại, tơ lụa là một trong những mặt hàng quý giá nhất thiên hạ, việc làm này chẳng khác gì phung phí xây cung vàng điện ngọc trong các truyền thuyết khác.
Được sủng ái, Muội Hỉ không kiêng dè trong việc tham dự triều chính. Tương truyền, bà thích mặc trang phục nam giới, đội mũ, đeo kiếm, mỗi khi Hạ Kiệt lâm triều thì ngồi lên đùi của ông dự chầu. Mỗi quyết định của Hạ Kiệt đều nghe theo Muội Hỉ thủ thỉ bên tai. Cuối cùng, do sự sủng ái Muội Hỉ, Hạ Kiệt thường đưa ra những quyết định khiến các chư hầu bất bình, trong số đó có một chư hầu rất mạnh là Thành Thang. Do lời khuyên của quân sư Y Doãn, Hạ Kiệt bị Thành Thang dẫn quân đánh đuổi, nhà Hạ diệt vong. Cả hai bôn ba đến Nam Sào (南巢; nay là phía tây nam của Hồ Sào thuộc tỉnh An Huy). Không lâu sau, cả hai cùng chết trong núi.

## Di sản

### Khảo chứng lịch sử
Cuốn sử biên niên Trúc thư kỉ niên của nước Ngụy thời Chiến Quốc bổ sung thêm thông tin về câu chuyện Muội Hỉ và Hạ Kiệt. Sau khi chinh phục Hữu Thi và có được Muội Hỉ, Hạ Kiệt vẫn tiếp tục chinh phạt, mang quân đi đánh nước Manh Sơn. Manh Sơn bèn học theo Hữu Thi, dâng 2 cô gái đẹp là Uyển và Viêm để xin Hạ lui quân, Hạ Kiệt bằng lòng nhận mỹ nhân mà rút quân về. Từ đó Hạ Kiệt vô cùng sủng ái 2 mỹ nữ Manh Sơn. Muội Hỉ bị thất sủng nên quay sang oán hận Hạ Kiệt. Khi đó, Thành Thang tại đất Thương ngày càng lớn mạnh. Thương Thang sai hữu tướng Y Doãn đến kinh đô nhà Hạ trá hàng. Vào lúc đó, Y Doãn đã lợi dụng sự oán vọng của Muội Hỉ đối với Kiệt để khai thác cho mục tiêu chính trị của nước Thương. Y Doãn lén liên hệ qua lại với bà. Muội Hỉ đã tiết lộ nhiều tin tức về nội tình triều đình nhà Hạ cho Y Doãn. Sau khi đạt được mục đích, Y Doãn trở lại giúp Thành Thang. Trong khi Kiệt say đắm tửu sắc thì Thương Thang theo kế sách của Y Doãn tìm cách liên minh để tạo vây cánh và mang quân đánh diệt các nước chư hầu thân với Hạ như Cát, Bình Chướng Vi, Côn Ngô. Sau đó Hạ Kiệt bị Thương Thang đánh bại trong trận quyết định ở Minh Điều và mất nước, bị đày ra Nam Sào.
Các sách thời Tiên Tần đều chép rất ít về Muội Hỉ. Như sách cổ Quốc ngữ, khi nói về Muội Hỉ cũng rất ngắn gọn: "Khi ấy Hạ Kiệt phạt Hữu Thi, người Hữu Thi bèn dâng lên Muội Hỉ. Muội Hỉ có sủng, kết quả là cùng Y Doãn đồng thời khiến nhà Hạ suy vong" (昔夏桀伐有施，有施人以妺喜女焉；妺喜有宠，于是乎与伊尹比而亡夏). Như vậy theo sách ghi lại, Muội Hỉ không có hành vi gì độc ác cả, ngoài ra còn khẳng định sự liên hệ giữa Muội Hỉ cùng Y Doãn, cho thấy những gì Trúc thư kỉ niên ghi lại thập phần xác đáng.
Sách Sử ký của Tư Mã Thiên đã tổng hợp lại, và là bộ sử chính thống đầu tiên có nhiều câu chuyện về Muội Hỉ, trường hợp tương tự Đát Kỷ vậy. Tuy nhiên, vào thời nhà Hán thì việc ghi lại hành vi tàn ác của Hạ Kiệt, hay thậm chí cả Trụ vương, vẫn chưa thực sự được móc nối với Muội Hỉ cùng Đát Kỷ. Ví dụ như trong Hàn thi ngoại truyện (韩诗外传) chép về Hạ Kiệt này: "Năm đó Kiệt xây hồ làm Tửu trì, âm nhạc đàn sáo lả lướt, cho hơn 3.000 người húp Tửu trì vẫn không hết" (昔者桀为酒池糟堤,纵靡靡之乐,而牛饮者三千). Hoặc như sách thời Tây Hán là Hoài Nam Tử, phần "Bổn kinh huấn" (本经训) cũng viết: "Thời gần đây, có Kiệt-Trụ làm Tuyên thất, Dao đài, Tượng lang, Ngọc sàng, Trụ còn làm phố thịt, hồ rượu, quả thực đốt hết tiền tài trong thiên hạ, ai can gián thì khoét ra, lại nhẫn tâm mổ bụng thai phụ, khiến thiên hạ oán thán, ngược đãi bách tính" (晚世之时,帝有桀、纣,为琁室、瑶台、象廊、玉床,纣为肉圃、酒池,燎焚天下之财,疲苦万民之力,刳谏者,剔孕妇,攘天下,虐百姓). Những lời chỉ trích Hạ Kiệt khi ấy, vẫn chưa có bóng dáng của Muội Hỉ.
Tuy nhiên, về sau một cơ số học giả đã bắt đầu móc nối Hạ Kiệt suy đồi có liên quan đến nữ sắc. Tuân Tử, mục "Giải tế" (解蔽) có nói: "Nói đến sự ngu muội (tế) cả bậc người làm vua, phải nói đến Hạ Kiệt và Ân Trụ. Kiệt ngu muội vì Muội Hỉ, mà không biết nghe theo Quan Long Phùng can gián, nghi ngờ tâm ngay lại rồi làm loạn. Trụ ngu muội là do Đát Kỷ, không biết nghe theo Tử Khải, nghi ngờ tâm ngay lại rồi làm loạn" (昔人君之蔽者,夏桀殷纣是也。桀蔽于末喜、斯观,而不知关龙逢,以惑其心,而乱其行。纣蔽于妲己、飞廉,而不知微子启,以惑其心,而乱其行。).

### Hình tượng văn hóa
Thời đại về sau, câu chuyện của Muội Hỉ thường được liệt kê để chỉ những "Hồng nhan họa thủy" gây hại cho chính sự. Hình tượng của Muội Hỉ có thể xem là đầu tiên và sớm nhất của một mỹ nhân gây họa. Đời sau thường so sánh nàng cùng Đát Kỷ nhà Thương và Bao Tự nhà Chu để nói đến cái họa mỹ nhân đời cổ. Sách Ngô Việt xuân thu (吳越春秋) dẫn lời Ngũ Tử Tư khuyên can Ngô vương Phù Sai không nạp Tây Thi làm thiếp, nói: "Hạ vong vì Muội Hỉ, Ân vong vì Đát Kỷ, Chu vong vì Bao Tự. Mỹ nữ, là cái họa vong quốc, tuyệt không thể nhận" (夏亡以妺喜，殷亡以妲己，周亡以褒姒。夫美女者，亡国之物也，王不可受).
Dù là hình tượng yêu cơ còn trước cả Đát Kỷ, nhưng tiếng tăm của Muội Hỉ trong văn hóa dân gian lại ít hơn hẳn, thậm chí còn không bằng Bao Tự, đây có lẽ là vì không nhiều tác phẩm văn hóa mô tả Muội Hỉ, bên cạnh đó thì việc làm tàn bạo của Muội Hỉ lại khá tương đồng và được "kế thừa" bởi Đát Kỷ - một người qua Phong thần diễn nghĩa càng nổi tiếng hơn nữa. Bên cạnh ý kiến chỉ trích Muội Hỉ, cũng có những sự đồng cảm vì hoàn cảnh của nàng, như Bách Dương (柏杨) trong Trung Hoa cổ tịch chi Hoàng hậu chi tử (中华古籍之皇后之死) có cảm thán: "Muội Hỉ là một nữ tử đáng thương. Thân phận của nàng bất quá chỉ là một tù binh không có nhân quyền, khi đỉnh điểm thanh xuân không thể không rời bỏ quê hương, rời bỏ tình lang, vì tông tộc sinh tồn, cuối cùng giống con dê con bò bị hiến cho kẻ địch làm tế phẩm" (施妺喜是个可怜的女孩子，她的身份是一个没有人权的俘虏，在她正青春年华的时候，不得不离开家乡，离开情郎，为了宗族的生存，像牛羊一样地被献到敌人之手).